# Влашки етнографски музей (Негуш)
Вижте пояснителната страница за други значения на Влашки етнографски музей.
Влашкият етнографски музей (на гръцки: Λαογραφικό Μουσείο Βλάχων) е музей в македонския град Негуш (Науса), Гърция.

## Описание
Музеят се намира на улица „Софрониос“ № 23, непосредствено до историческата махала Пуляна. Основан е в 1980 година от Асоциацията на власите в Негуш. Целта му е да предаде традиционния ежедневен живот на южномакедонските власи. Сред експонатите има станове, ветрила, китеници, автентични носии и други.